# Nowy Licheń
Nowy Licheń – nieistniejąca, formalnie od 1 stycznia 2013, wieś w Polsce. Jej teren stanowi część Lichenia Starego.
Nazwa „Nowy Licheń” przestała być używana jako określenie miejscowości na początku XX wieku, kiedy to stała się ulicą w Licheniu Starym. Po przemianowaniu ulicy całkowicie wyszła z obiegu.